# Campeonato Brasileiro de Futebol Feminino Sub-20 de 2022
O Campeonato Brasileiro Feminino Sub-20 de 2022 foi a quarta edição desta competição futebolística de categoria de base da modalidade feminina organizada pela Confederação Brasileira de Futebol (CBF).

## Antecedentes
Em julho de 2019, a CBF anunciou a criação da primeira competição nacional de base feminina com o intuito de suprir uma lacuna da modalidade e atender as necessidades dos clubes brasileiros. Em 2021, a entidade anunciou uma reformulação nas faixas etárias das competições de base feminina para o ano seguinte, com o intuito de possibilitar a continuidade do processo de formação e desenvolvimento das jogadoras.

## Formato e participantes
Em 23 de abril de 2022, a CBF divulgou o regulamento e a tabela detalhada do Brasileiro Sub-20. O torneio foi disputado em quatro fases, sendo as duas primeiras por pontos corridos e as duas últimas em partidas eliminatórias. Na primeira, as 24 agremiações foram divididas em seis grupos, pelos quais os integrantes disputaram jogos de turno e returno contra os adversários do próprio chaveamento. Após seis rodadas, os líderes de cada grupo e os dois melhores segundo colocados se classificaram para a segunda fase. Esta, por sua vez, manteve o mesmo sistema de disputa, mas somente com jogos de turno único. As quatro agremiações restantes protagonizaram as semifinais e os vencedores prosseguiram para a final. A cidade de Santana de Parnaíba serviu como sede das duas primeiras fases.
| Federação                                            | Participantes       | Participações | Títulos  |
| ---------------------------------------------------- | ------------------- | ------------- | -------- |
| Ceará                                                | Ceará               | 2             | —        |
| Ceará                                                | Fortaleza           | 2             | —        |
| Distrito Federal                                     | CRESSPOM            | —             | —        |
| Distrito Federal                                     | Minas Brasília      | 3             | —        |
| Goiás                                                | Atlético Goianiense | 1             | —        |
| Goiás                                                | Goiás               | 1             | —        |
| Mato Grosso                                          | Cuiabá              | 1             | —        |
| Minas Gerais                                         | América Mineiro     | 1             | —        |
| Minas Gerais                                         | Atlético Mineiro    | 3             | —        |
| Pará                                                 | ESMAC               | —             | —        |
| Paraíba                                              | Botafogo-PB         | —             | —        |
| Paraná                                               | Coritiba            | —             | —        |
| Rio de Janeiro \|style="text-align: left;"\|Botafogo | 2                   | —             |          |
| Rio de Janeiro \|style="text-align: left;"\|Botafogo | Flamengo            | 3             | —        |
| Rio de Janeiro \|style="text-align: left;"\|Botafogo | Fluminense          | 3             | 1 (2020) |
| Rio de Janeiro \|style="text-align: left;"\|Botafogo | Vasco da Gama       | 2             | —        |
| Rio Grande do Sul                                    | Grêmio              | 2             | —        |
| Rio Grande do Sul                                    | Internacional       | 3             | 1 (2019) |
| Rio Grande do Sul                                    | Juventude           | 1             | —        |
| Santa Catarina                                       | Kindermann          | 3             | —        |
| São Paulo                                            | Corinthians         | 3             | —        |
| São Paulo                                            | Ferroviária         | 3             | —        |
| São Paulo                                            | Santos              | 3             | —        |
| São Paulo                                            | São Paulo           | 3             | 1 (2021) |

## Primeira fase
Em 3 de maio, Cuiabá e São Paulo protagonizaram o primeiro jogo desta edição, vencido pelo clube paulistano por 13 a 0. O São Paulo, aliás, triunfou em todos os jogos e se classificou na liderança do grupo. Corinthians, Ferroviária, Flamengo, Grêmio e Santos também lideraram seus respectivos grupos. Já as duas últimas vagas ficaram com Internacional e Minas Brasília,  as duas melhores campanhas entre os segundos colocados.

## Segunda fase
O campeonato retornou em 23 de maio, quando Santos e São Paulo empataram sem gols. O Internacional foi o primeiro clube a garantir a classificação para as semifinais, após vencer o Flamengo na segunda rodada. Por sua vez, o Flamengo venceu o embate direto contra a Ferroviária. No outro grupo, Grêmio e São Paulo avançaram às semifinais.

## Fases finais
As semifinais começaram a ser disputadas no dia 2 de junho, quando os dois confrontos foram realizados. O Flamengo tirou a invencibilidade do São Paulo; contudo, o adversário igualou o placar agregado e se classificou nas penalidades. No outro confronto, o Grenal, o Internacional não teve dificuldades para eliminar o rival.
|  | Semifinais     | Semifinais | Semifinais | Semifinais |   |               | Final | Final | Final | Final |
|  |                |            |            |            |   |               |       |       |       |       |
|  | Grêmio         | 0          | 0          | 0          |   |               |       |       |       |       |
|  | Internacional  | 4          | 4          | 8          |   |               |       |       |       |       |
|  | Internacional  | 4          | 4          | 8          |   | Internacional | 2     | 2     | 4     |       |
|  |                |            |            |            |   | Internacional | 2     | 2     | 4     |       |
|  |                | São Paulo  | 0          | 2          | 2 |               |       |       |       |       |
|  | Flamengo       | São Paulo  | 0          | 2          | 2 | 3             | 0     | 3 (5) |       |       |
|  | Flamengo       |            |            |            |   | 3             | 0     | 3 (5) |       |       |
|  | São Paulo (p.) | 1          | 2          | 3 (6)      |   |               |       |       |       |       |

## Estatísticas

### Artilharia
| Gols | Jogadora           | Equipe        |
| ---- | ------------------ | ------------- |
| 9    | Eduarda            | São Paulo     |
| 9    | Milena Barreto     | Internacional |
| 8    | Emeli Menezes      | São Paulo     |
| 7    | Isabelle Guimarães | São Paulo     |
| 6    | Kamile Loirão      | Internacional |
| 6    | Duda Rodrigues     | Flamengo      |